# Piotr Zieliński
Piotr Sebastian Zieliński (Ząbkowice Śląskie, Polònia, 20 de maig de 1994) és un futbolista polonès que juga com a migcampista i mitjapunta a l'Inter de Milà i a la selecció polonesa.

## Palmarès
SSC Napoli
- 1 Serie A: 2022-23[4]
- 1 Copa italiana: 2019-20